# Letteratura postmoderna
La tendenza letteraria che nasce come una serie di stili e idee dopo la seconda guerra mondiale in reazione alle teorizzazioni del modernismo viene chiamata letteratura postmoderna ed estende molte delle tecniche e assunzioni fondamentali della stessa letteratura modernista. La letteratura postmoderna è caratterizzata dalla dipendenza da tecniche narrative come la frammentazione, il paradosso e il "narratore inaffidabile" (unreliable narrator). È spesso, ma non esclusivamente, definita come uno stile o una moda emersa nel secondo dopoguerra. Queste opere sono viste come una risposta al seguito dogmatico del pensiero illuminista e agli approcci letterari modernisti.

## Panoramica
La letteratura postmoderna, come il postmodernismo nel suo insieme, tende a resistere a una definizione o classificazione come "movimento". Infatti, la convergenza della letteratura postmoderna con varie modalità di teoria critica, in particolare gli approcci reader-response e decostruzionista, e le sovversioni dell'implicito contratto tra autore, testo e lettore (caratteristiche delle opere postmoderne), hanno portato alcuni romanzi premoderni, come il Don Chisciotte di Cervantes e il Tristram Shandy di Laurence Sterne, a essere considerati da alcuni come primi esempi di letteratura postmoderna. Si può affermare che sia la letteratura modernista sia quella postmodernista rappresentano una rottura rispetto al realismo del XIX secolo, in cui una storia veniva raccontata da un punto di vista oggettivo o onnisciente. Eppure è stato rilevato che alcuni scrittori postmoderni (per ad esempio Steven Millhauser o talvolta John Barth) riprendono idee, stili, tecniche della letteratura ottocentesca.
Mentre c'è un minimo consenso sulle precise caratteristiche, scopi, e importanza della letteratura postmoderna (come spesso capita con i movimenti artistici), essa è comunemente definita in relazione a un precursore. In particolare, gli scrittori postmoderni sono visti come ribelli nei confronti dei precetti del modernismo, e spesso operano come dei "bricoleurs" letterari, parodiando forme e stili legati a scrittori e artisti modernisti (e altri). Le opere postmoderne inoltre tendono a celebrare il caso sull'astuzia, oltre a impiegare la metanarrazione per indebolire l'autorità o autenticità del testo. Un'altra caratteristica della letteratura postmoderna è l'interrogarsi sulle distinzioni tra cultura bassa e cultura alta, per mezzo del pastiche, la combinazione di soggetti e generi precedentemente non ritenuti adatti per la letteratura. Certamente il citazionismo, l'imitazione e il pastiche sono tratti caratteristici della letteratura postmoderna più che di quella modernista, quindi è facile ritrovare negli scrittori postmoderni deliberate imitazioni dello stile di scrittori nel passato. Ne è un ottimo esempio il romanzo di Thomas Pynchon Mason & Dixon, che imita il tono e addirittura l'ortografia degli scrittori del Settecento inglese (come Henry Fielding e Jonathan Swift).
Nello sviluppo dei personaggi, sia la letteratura moderna che quella postmoderna esplorano il soggettivismo metafisico, passando dalla realtà esterna per esaminare gli stati interni della coscienza, in molti casi appoggiandosi ad esempi della letteratura moderna come il flusso di coscienza di Virginia Woolf e James Joyce. Ma alcuni narratori postmoderni rifuggono dai personaggi a tutto tondo, privilegiando personaggi monodimensionali, spesso ripresi in modo più o meno esplicito da altre opere letterarie (come il Marco Polo di Italo Calvino ne Le città invisibili).
Inoltre sia la letteratura moderna che quella postmoderna esplorano la frammentarietà nella narrativa e nella costruzione del personaggio, che riflette i lavori del drammaturgo svedese August Strindberg e dell'italiano Luigi Pirandello. I personaggi della letteratura postmoderna spesso non ambiscono ad essere ritratti approfonditi di psicologie analizzate in estremo dettaglio: spesso sono personaggi piatti, o allegorici, che non pretendono di avere una profondità psicologica. In questo possono ricordare certe figure che s'incontrano nelle opere di Franz Kafka, scrittore ceco assimilabile al modernismo, ma che ha influito potentemente sulla letteratura postmoderna. Esempi di questa tendenza si possono trovare nei racconti di Donald Barthelme o nei romanzi di John Barth.
Riguardo alle modalità di rappresentazione, mentre la letteratura modernista cercava nuovi modi di raccontare una realtà che comunque era ritenuta conoscibile (anche se i modi di rappresentazione sperimentali di autori come Joyce o Ford Madox Ford o Virginia Woolf possono spiazzare il lettore abituato alla narrativa tradizionale), la letteratura postmoderna si pone il problema di raccontare una "realtà" che non è più data, oggettiva, solida come quella postulata dal positivismo del XIX secolo. Questo può portare l'accento su una serie di fenomeni socioculturali che hanno ripetutamente attratto la narrativa postmoderna:
- le realtà simulazionali e virtuali (dal mondo artificiale creato dai massmedia alla realtà virtuale);
- gli inganni e le trappole della narrazione e della letteratura in generale (il concetto di fiction o finzione);
- i complotti, gli intrighi, i segreti, le messe in scena della storia;
- i limiti alla nostra capacità di conoscere decretati anche dalle scienze (principio di indeterminazione di Heisenberg, entropia, teoria della probabilità, teorie del caos, ecc.)
- la società dei consumi con la sua spettacolarizzazione delle merci;
- i simulacri nel senso previsto da Jean Baudrillard, cioè di significanti privi di un vero significato;
- l'impossibilità di ricomprendere la complessità del reale con un unico discorso conoscitivo (o "grande narrazione" nel senso di Jean-François Lyotard).

## Origine e sviluppo della letteratura postmoderna
È come al solito difficile individuare il punto esatto in cui cessa una stagione letteraria e se ne apre un'altra. Nel caso della letteratura postmoderna il problema è complicato dal fatto che essa trova il suo nome e la sua teorizzazione negli Stati Uniti, ma accoglie al suo interno scrittori di altri paesi "adottati" dal movimento nordamericano (i nomi più significativi in questo caso sono quelli di Borges, Calvino, García Márquez, Nabokov). È comunque possibile indicare come momento di transizione tra modernismo e postmoderno quello che va dal 1940 al 1960. In questo periodo si situano opere chiave come The Recognitions (Le perizie) di William Gaddis, del 1955; The Cannibal di John Hawkes, del 1949; Il giardino dei sentieri che si biforcano di Jorge Luis Borges, del 1941; Lolita di Vladimir Nabokov, del 1955.
La piena "fioritura" della letteratura postmoderna si ha però negli anni Sessanta, a partire dalla pubblicazione di The Sot-Weed Factor di John Barth (1960), del capolavoro di Joseph Heller, Comma 22, del 1961, e del primo romanzo di Thomas Pynchon, V., nel 1963. Soprattutto il successo commerciale di Comma 22 ha aperto la strada alla narrativa postmoderna che troverà la sua consacrazione nel 1973, con la pubblicazione del capolavoro di Pynchon, L'arcobaleno della gravità, vincitore del premio National Book Award.

### Influenze notevoli
I drammaturghi che lavorarono tra il XIX e il XX secolo, i cui pensieri e opere avrebbero influenzato l'estetica postmoderna, includono il drammaturgo svedese August Strindberg, l'autore italiano Luigi Pirandello, e il drammaturgo e teorico tedesco Bertolt Brecht. Negli anni Dieci, gli artisti appartenenti al Dadaismo celebravano il caso, la parodia, la giocosità, e sfidavano l'autorità dell'artista. Tristan Tzara affermò in How to Make a Dadaist Poem che per creare un poema dadaista basta solo buttare parole a caso in un cappello e dopo tirarle fuori una per una. Un altro modo in cui il Dadaismo influenzò la letteratura postmoderna fu lo sviluppo del collage, nello specifico usando elementi da pubblicità o illustrazioni di romanzi popolari (i collage di Max Ernst, per esempio). Gli artisti appartenenti al Surrealismo, che si svilupparono dal Dadaismo, continuarono a condurre esperimenti con il caso e la parodia mentre celebravano il flusso delle mente inconscia. André Breton, il fondatore del Surrealismo, suggerì che l'automatismo e la descrizione dei sogni avrebbe giocato un grande ruolo nella creazione della letteratura. Egli utilizzò l'automatismo per creare il proprio romanzo Nadja e con esso le fotografie, che sostituivano le descrizioni, come se fossero le parodie di quelle degli scrittori eccessivamente descrittivi, che spesso criticava. Gli esperimenti con la significazione del surrealista René Magritte sono usati come esempi da Jacques Derrida e Michel Foucault. Foucault inoltre fa esempi con Jorge Luis Borges, che diede una diretta influenza a molti scrittori di romanzi postmodernisti. Egli è occasionalmente elencato come un postmodernista, sebbene egli iniziò a scrivere negli anni Venti. L'influenza dei suoi esperimenti con la metanarrazione e il realismo magico non venne completamente compresa nel mondo anglo-americano fino al periodo propriamente postmoderno. Infine, questa viene vista come la più alta stratificazione di criticismo, secondo gli studiosi.
Altri primi romanzi del XX secolo come Impressions d'Afrique di Raymond Roussel (1910) e Locus Solus (1914), e Hebdomeros di Giorgio de Chirico (1929), sono stati identificati come importanti «precursori postmoderni».

### Confronto con la letteratura modernista
Sia la letteratura modernista sia quella postmodernista rappresentano una rottura dal realismo ottocentesco. Nello sviluppo del personaggio, entrambe le letterature esplorano il soggettivismo, volgendo dalla realtà esterna verso l'esame degli stati interiori di coscienza, in molti casi ricorrendo a esempi modernisti, nello stile del "flusso di coscienza" di Virginia Woolf e James Joyce, o di poemi esplorativi come The Waste Land di T. S. Eliot. Inoltre, sia la letteratura modernista, sia quella postmodernista, esplora la frammentarietà nella costruzione narrativa e dei personaggi. The Waste Land è spesso citata come un esempio per distinguere le due letterature. Il poema è frammentario e impiega il pastiche come molta della letteratura postmoderna, ma l'oratore dice «ho posto questi frammenti contro le mie rovine». La letteratura modernista vede la frammentazione e l'estrema soggettività come crisi esistenziali, o il conflitto interiore freudiano come un problema che va risolto, e l'artista è spesso citato come colui che lo possa risolvere. I postmodernisti, invece, spesso dimostrano che questo caos è insormontabile; l'artista è impotente, e l'unica risorsa contro la "rovina" è di giocare nel caos stesso. La giocosità è presente in molti lavori modernisti (Finnegans Wake di Joyce o Orlando di Virginia Woolf, per esempio), ed essi possono sembrare molto simili a quelli postmodernisti, ma con il postmodernismo la giocosità diviene centrale e l'obiettivo effettivo di raggiungere l'ordine e il significato diventa improbabile. Gli esperimenti giocosi di Gertrude Stein con la metanarrazione e il genere ne The Autobiography of Alice B. Toklas (1933) sono stati interpretati come postmodernisti.

### Cambiamento verso il postmodernismo

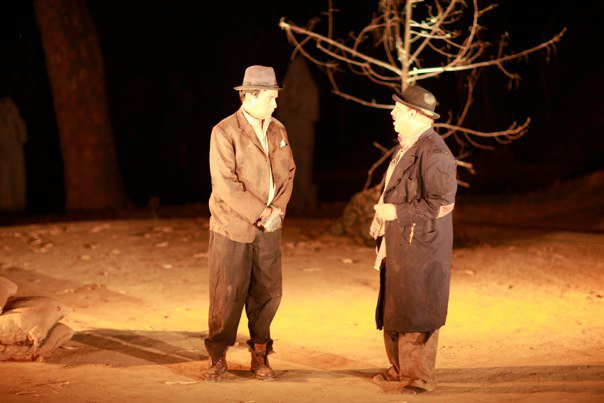
Vladimir e Estragon, protagonisti di Waiting for Godot (produzione del giugno 2010 della The Doon School, India)

Come per tutte le ere stilistiche, non vi sono date che indichino l'ascesa e la caduta della popolarità del postmodernismo. Il 1941, l'anno in cui sia James Joyce che Virginia Woolf morirono, è a volte utilizzato come un indicatore grezzo per l'inizio del postmodernismo. Il romanziere irlandese Flann O'Brien completò The Third Policeman nel 1939. Gli fu respinta la pubblicazione e rimase sospesa fino al 1967, quando il romanzo fu pubblicato postumo. Una versione rivista chiamata The Dalkey Archive fu pubblicata prima dell'originale nel 1964, due anni prima della morte di O'Brien. Malgrado la comparsa dilatoria, il teorico letterario Keith Hopper ritiene The Third Policeman come uno dei primi romanzi del genere che chiama romanzo postmodernista.
Il prefisso "post", comunque, non implica necessariamente una nuova era. Piuttosto, esso potrebbe anche indicare una reazione contro il modernismo all'alba della seconda guerra mondiale (con il suo disprezzo per i diritti umani, confermato dalla Convenzione di Ginevra, attraverso il massacro di Nanchino, la marcia della morte di Bataan, i bombardamenti atomici di Hiroshima e Nagasaki, l'Olocausto, il bombardamento di Dresda, i bombardamenti di Tokyo, l'internamento dei giapponesi negli Stati Uniti). Esso può anche implicare una reazione a eventi postbellici significativi: l'inizio della Guerra Fredda, il movimento per i diritti civili degli afroamericani, il postcolonialismo (letteratura post coloniale), e gli sviluppi dell'informatica (romanzo cyperpunk e iperromanzo).
Alcuni sostengono che l'inizio della letteratura postmodernista potrebbe essere demarcato da significative pubblicazioni o eventi letterari. Per esempio, alcuni indicano l'inizio del postmodernismo con la prima pubblicazione del The Cannibal di John Hawkes nel 1949, il primo spettacolo di Waiting for Godot nel 1953, la prima pubblicazione di Howl nel 1956 o di Naked Lunch nel 1959. Per altri l'inizio lo si può indicare con alcuni momenti della teoria critica: la lezione di Jacques Derrida "Structure, Sign, and Play" nel 1966 o il più recente utilizzo ne The Dismemberment of Orpheus di Ihab Hassan nel 1971. Brian McHale approfondisce la propria tesi principale riguardo a questo cambiamento, e sebbene molte opere postmoderniste si siano sviluppate dal modernismo, il modernismo è caratterizzato da una dominante epistemologica, mentre il postmodernismo è principalmente concentrato su questioni ontologiche.

## Dibattito sul postmoderno
Soprattutto l'ultimo problema ha scatenato critiche spesso accese e rifiuto della letteratura postmoderna su base morale o politica: una letteratura che rifiuti l'idea di verità è stata messa in discussione come legittimazione di pratiche di dominio e sfruttamento cui può far gioco l'idea che la verità non esista, e che una buona campagna di propaganda (o comunicazione, come viene spesso chiamata ultimamente) possa far sparire o comparire fatti e situazioni a piacimento. 
La replica di uno dei più grandi scrittori postmoderni, Thomas Pynchon, nel suo romanzo Mason & Dixon, è stata che non c'è niente di più temibile di una versione unica di come stanno le cose nel mondo o come sono andate le cose nella storia (e con ciò Pynchon allude evidentemente al pensiero unico). La letteratura che lui pratica, quella postmoderna, cerca invece di dare voce a più versioni della storia, in modo che ci sia possibilità di dialogo, di dibattito, di confronto; questo lascia spazio anche alla verità dei deboli, degli sfruttati, degli sconfitti (quelli che Pynchon ha definito i "preteriti").
Umberto Eco, uno dei più importanti esponenti italiani del Postmoderno, afferma nelle postille de "Il nome della rosa" che il “post-moderno è un termine buono à tout faire” e che può essere riferito a differenti periodi del Novecento. 
Per Eco, inoltre, in ogni epoca si giunge a momenti in cui ci si accorge che “il passato ci condiziona, ci sta addosso, ci ricatta”. All'inizio del Novecento, per questi motivi, l'avanguardia storica cerca di opporsi al condizionamento del passato, distruggendolo e sfigurandolo. Ma l'avanguardia non si ferma qui, procede fino all'annullamento dell'opera stessa (il silenzio nella musica, la cornice vuota in pittura, le pagine bianche in letteratura etc). Dopo ciò “l'avanguardia (il moderno) non può più andare oltre”. Dunque siamo costretti a riconoscere il passato e a prenderlo con ironia, ma senza ingenuità. “La risposta post-moderna al moderno - afferma Eco - consiste nel riconoscere che il passato, visto che non può essere distrutto, perché la sua distruzione porta al silenzio, deve essere rivisitato: con ironia, in modo non innocente”.

## Alcuni autori postmoderni
- Martin Amis
- Donald Antrim
- Paul Auster
- James Graham Ballard
- Julian Barnes
- John Barth
- Donald Barthelme
- Roberto Bolaño
- Jorge Luis Borges
- Giannina Braschi
- Italo Calvino
- Mircea Cărtărescu
- John Maxwell Coetzee
- Robert Coover
- Julio Cortázar
- Don DeLillo
- Philip K. Dick
- E. L. Doctorow
- Umberto Eco
- Jennifer Egan
- Dave Eggers
- John Fowles
- William Gaddis
- Dumitru Găleșanu
- Joseph Heller
- A. M. Homes
- Bohumil Hrabal
- Elfriede Jelinek
- Christian Kracht
- Dimitris Lyacos
- Gabriel García Márquez
- Cormac McCarthy
- Joseph McElroy
- Steven Millhauser
- Haruki Murakami
- Chuck Palahniuk
- Orhan Pamuk
- Thomas Pynchon
- Jean Rhys
- Salman Rushdie
- Robert Sheckley
- Tom Stoppard
- Pier Vittorio Tondelli
- Kurt Vonnegut
- David Foster Wallace